# Leisure Suit Larry Goes Looking for Love (in Several Wrong Places)
Leisure Suit Larry Goes Looking for Love (in Several Wrong Places) è un'avventura grafica sviluppata nel 1988 dalla  Sierra On-Line e fa parte della serie Leisure Suit Larry.
Uscì per i computer MS-DOS, Amiga e Atari ST.

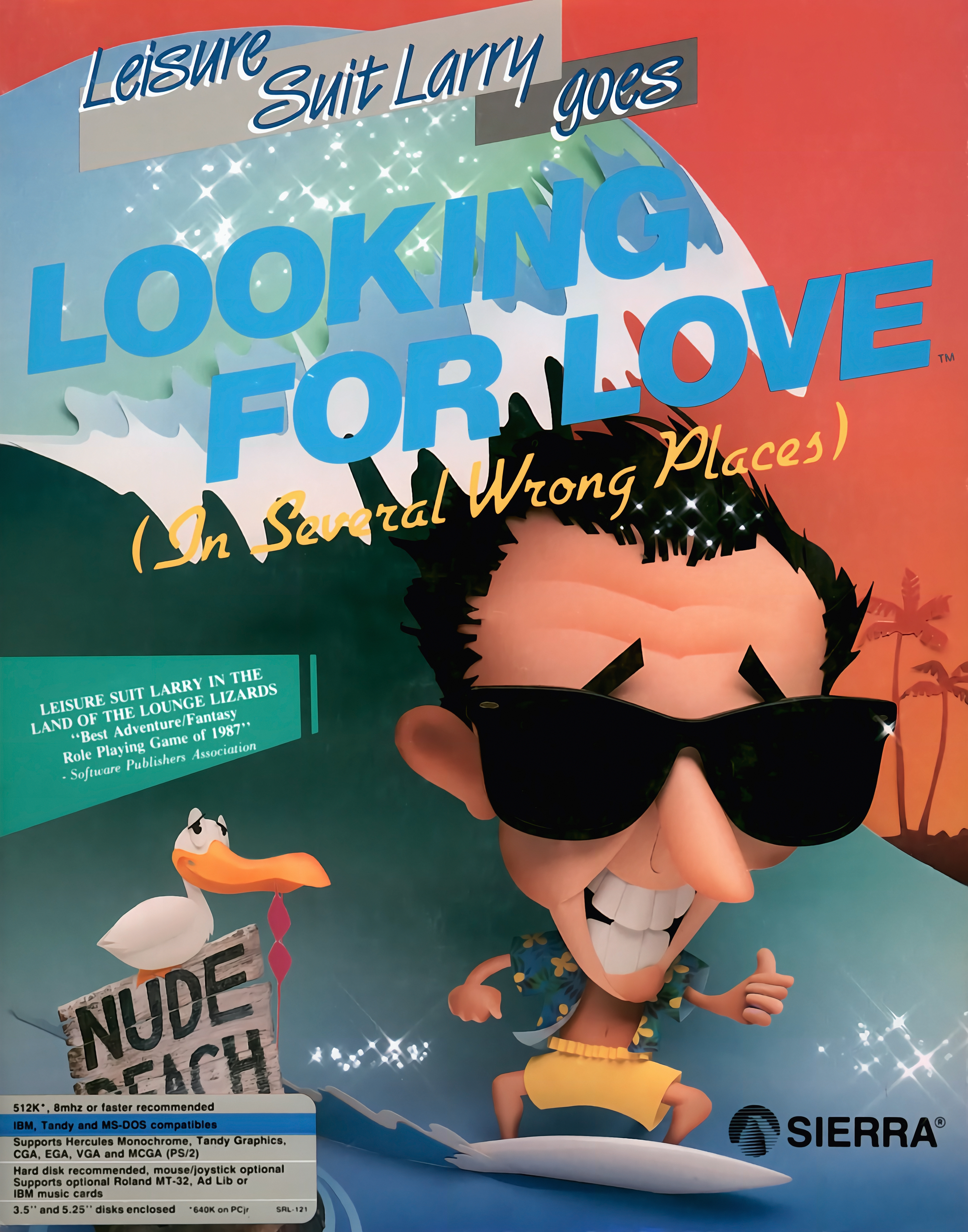
Copertina originale

## Trama
L'avventura comincia quando Larry, impersonificato dal giocatore, viene lasciato dalla bella Eve, che aveva conquistato alla fine del capitolo precedente. Dopo aver vinto alla lotteria grazie ad un imbroglio, Larry decide di rimettersi a caccia, e per trovare una nuova compagna decide di partecipare come concorrente al famoso Gioco delle Coppie in onda presso la tv locale della sua cittadina. Larry riesce ad intrufolarsi e a partecipare alla trasmissione, facendosi però subito escludere dalla decisione della ragazza in carica prodigandosi tempestivamente in una serie fulminea di risposte risibili e di tremende figuracce in diretta. Ciononostante, sempre grazie ad un micidiale colpo di fortuna, il conduttore della trasmissione fraintende la risposta della ragazza in carica, credendo che lei abbia scelto proprio Larry e premiandolo quindi con due biglietti per una crociera da trascorrere insieme. La ragazza, però, orripilata dall'idea di condividere un viaggio con lui regala il proprio biglietto alla madre, una vecchia obesa psicopatica, ninfomane e sadomasochista, che tenterà per tutto il viaggio di violentare Larry nella sua cabina (evento che comporta la morte del protagonista ed il termine della partita). Durante la crociera la situazione si complica ulteriormente quando Larry viene accidentalmente scambiato per un agente dei servizi segreti da alcuni esponenti del KGB: si ritroverà quindi a sgominare uno scienziato pazzo che si nasconde nel suo quartier generale dentro un vulcano su un'isola (una chiara parodia di 007). Una volta dentro il vulcano, Larry scoprirà che lo scienziato aveva rapito numerose ragazze, delle quali diventa ovviamente l'eroe salvatore, e nel finale sposerà la figlia dello sciamano del villaggio dell'isola, che tramite un rito voodoo gli donerà la potenza sessuale di un cavallo e la fertilità di un coniglio.

## Modalità di gioco
Questo secondo capitolo fu uno dei primi giochi della Sierra On-Line a utilizzare l'interfaccia chiamata Sierra's Creative Interpreter, versione potenziata della precedente Adventure Game Interpreter (AGI), l'interfaccia sviluppata per gestire tutte le avventure grafiche della casa assicurandosi la portatilità su più piattaforme. Venivano utilizzati tutti i colori della EGA (mentre nell'interfaccia precedente si utilizzavano trucchi sulle palette della CGA), una risoluzione grafica più dettagliata, il supporto del mouse per i movimenti, il blocco del gioco quando veniva immesso un comando e soprattutto il supporto delle schede audio con cui si potevano riprodurre le musiche via MIDI. Il gioco viene ricordato anche come uno dei capitoli più difficili della serie. Tantissimi gli oggetti strambi di cui non si riusciva ad intuirne l'utilità (particolarmente famoso il mega bicchierone di cola) e una lista smisurata di modi in cui si poteva morire all'improvviso anche per la più banale delle azioni; inoltre, il gioco era suddiviso in numerose sezioni narrative staccate l'una dall'altra, con luoghi che non si potevano più visitare una volta terminata la sezione corrispondente. Questo comportava un faticoso studio di tutti i luoghi e di tutti gli eventi che occorrevano, in quanto capitava spesso di trovarsi in stato avanzato di narrazione nell'impossibilità però di proseguire perché una determinata azione (solitamente impossessarsi di un oggetto) non era stata compiuta precedentemente e non si poteva più riparare a questa mancanza; nel peggiore dei casi, il giocatore era costretto anche a ricominciare interamente l'avventura dall'inizio. Questa caratteristica, molto presente nei giochi di avventura di allora, vede in Leisure Suit Larry II uno dei suoi massimi rappresentanti. Infatti, oltre alle complicazioni già date dalla natura del gioco, questo capitolo è ricordato per il famigerato bug del sacchetto nella bottiglia. Ad un certo punto della storia, occorreva compiere quest'azione per proseguire. Ma se anziché digitare "PUT THE BAG IN THE BOTTLE" venivano omessi gli articoli (es. "PUT BAG IN BOTTLE") l'azione non veniva compiuta in modo corretto e non era possibile andare oltre. Questo fu a tutti gli effetti un bug, perché i parser della Sierra tendevano ad essere concessivi verso gli articoli, riuscendo ad interpretare correttamente i comandi del giocatore anche se esso li ometteva. Pertanto, la frase sarebbe dovuta essere accettata in piena funzionalità, cosa che non avvenne a causa di una compilazione della versione finale del prodotto fatta in modo grossolano. La storia completa la descrive l'autore Al Lowe in questa pagina: http://www.allowe.com/Larry/cluescheats.htm

## Sviluppo
Per la stesura del secondo capitolo, la Sierra On-Line decise di attenuare i contenuti di carattere sessuale all'interno della vicenda, dato che il prequel (Leisure Suit Larry in the Land of the Lounge Lizards) ricevette a discapito del suo successo numerose critiche per il chiaro sottofondo trasgressivo che presentava. Pertanto vennero subito modificate alcune delle sue caratteristiche più emblematiche: ad esempio, se il giocatore cerca di abbordare casualmente delle donne, finisce inevitabilmente ucciso; manca anche il famigerato sistema di verifica dell'età, data la mancanza di contenuti sessuali espliciti. Anche per timore di ripetitività della storia, unitamente alla volontà di rendere l'atmosfera meno piccante, si decise di far intraprendere a Larry un'avventura più seria di carattere spionistico. Il risultato di questo "esperimento" viene tutt'oggi considerato come uno dei punti più bassi della saga, ma resta comunque godibilissimo da giocare per via del consueto humor graffiante e grottesco. Ironicamente, quando uscì il gioco, stavolta venne criticato per gli scarsi contenuti sessuali rispetto al primo episodio.